# Hiroshimasteg

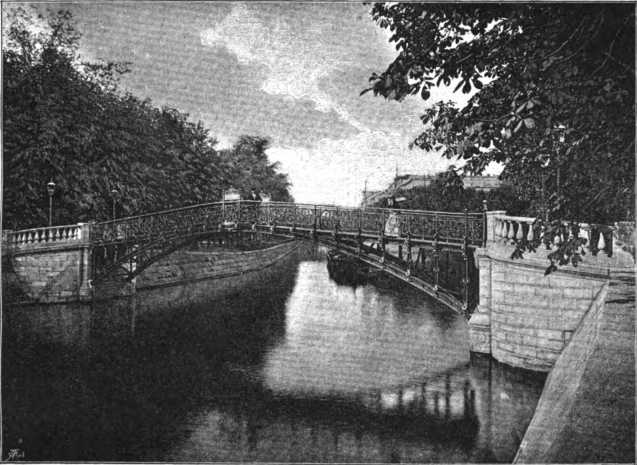
Vorgängerbau Lützowbrücke, 1886

Der Hiroshimasteg ist eine Fußgängerbrücke über den Landwehrkanal im Berliner Ortsteil Tiergarten. Die heutige einbogige Stahlkonstruktion stammt aus dem Jahr 1987. Sie befindet sich an der Stelle des Kanals, an der bereits 1834 eine eiserne Brücke für die Fußgänger errichtet worden war.

## Geschichte
Der schmiedeeiserne Steg aus dem ersten Drittel des 19. Jahrhunderts war zunächst namenlos, am 5. Dezember 1885 erhielt er den Namen Lützowbrücke. Er stellte eine Verbindung von der Hohenzollernstraße am Reichpietschufer mit dem Lützowufer über den Landwehrkanal her. Die Lützowbrücke wurde am 7. Dezember 1933 umbenannt in Graf-Spee-Brücke, womit die nationalsozialistischen Machthaber den deutschen Marineoffizier Maximilian von Spee ehrten.
Die kleine Brücke wurde im Zweiten Weltkrieg zerstört und erst rund 40 Jahre später nach neuen Plänen wieder aufgebaut. Die Zweigelenkbogenkonstruktion lehnt sich in ihrer Gestaltung an den ersten Fußgängersteg an und erhielt zunächst wieder den Namen Graf-Spee-Brücke. Sie stützt sich auf Betonwiderlager auf beiden Uferseiten und verläuft schräg über das Wasser. Am 1. November 1990, gut 45 Jahre nach dem Atombombenabwurf auf die japanische Stadt Hiroshima am 6. August 1945, beschloss die damalige Bezirksverordnetenversammlung Tiergarten die Umbenennung der Brücke in Hiroshimasteg. Bereits am 1. September 1990 erhielt die auf die Brücke zulaufende Graf-Spee-Straße, an deren nördlichem Ende von 1938 bis 1942 der monumentale Bau der Japanischen Botschaft entstand, den Namen Hiroshimastraße zum Andenken an die Opfer des Atombombenabwurfs. Eine Messingtafel an der Ostseite der Brücke am Reichpietschufer enthält die Aufschrift Hiroshimasteg in lateinischen und japanischen Schriftzeichen.

## In der Umgebung der Brücke
In der Nähe des Stegs befinden sich das Museum des Bauhaus-Archivs, die Japanische Botschaft in Berlin, das Italienische Kulturinstitut, das Bundesministerium der Verteidigung in der Bendlerstraße und einige Vertretungen deutscher Bundesländer.